# Robin Beck
Robin Beck (ur. 7 listopada 1954 w Nowym Jorku) – amerykańska piosenkarka. W roku 1988 zawojowała brytyjskie i niemieckie listy przebojów utworem "The First Time", nagranym pierwotnie w 1987 dla reklamy Coca Coli. Polską wersję w 1999 pod nazwą Chcę zatrzymać ten czas nagrała Kasia Kowalska.

## Dyskografia

### Albumy
- Sweet Talk (Mercury 1979) - (Debiutancki album)
- Trouble Or Nothin'  (Mercury 1989) Niemcy #18, Szwajcaria #16, Szwecja #23,
- Human Instinct (DSB 1992), Austria #23
- Can't Get Off (Eastwest 1994)
- Wonderland (Reality/Sony 2003) (album zawiera utwór Edyty Górniak "When You Come Back To Me", EMI 1997)
- Do You Miss Me (2005)
- Underneath (2013)

### Single
- "Sweet Talk" (1979)
- "The First Time" (1988) Niemcy #1, UK #1, Austria #1, Szwajcarias #1, Norwegia #1, Szwecja #2, Francja #4
- "Save Up All Your Tears" (1989) Niemcy #10, Szwajcaria #5, Szwecja #17, Austria #27, UK #84
- "Tears In The Rain" (1989) Niemcy #22, Szwajcaria #21
- "Don't Lose Any Sleep" (1990)
- "Hide Your Heart" (1990)
- "In My Heart To Stay" (1992) Niemcy #55,
- "Gonna Take A Lifetime" (1993)
- "Love Yourself" (1993)
- "Close To You" (1994) Niemcy #79,
- "If Lovin' You Is Wrong" (1994)
- "Jewel In My Crown" (1999)
- "Shut Up And Kiss Me" (1999)
- "First Time" (DJ Unique) (2003) Szwajcaria #61,
- "My Life" (2003)
- "First Time" - Sunblock featuring Robin Beck - (2006), Finlandia #6,